# Westkampfbahn
Die Westkampfbahn ist ein Fußballstadion in der nordrhein-westfälischen Mittelstadt Düren.

## Lage und Ausstattung
Das Stadion liegt im Südwesten der Stadt Düren an der Mariaweilerstraße westlich der Rur. Die Westkampfbahn hat heute eine Kapazität von bis zu 6.000 Zuschauern. Die Haupttribüne ist die älteste für den Fußball errichtete und nach wie vor vorhandene Holztribüne in Deutschland. Die Tribüne verfügt über ein Giebeldach, auf ihr befinden sich etwa 400 überdachte Sitzplätze. Die Spielfläche aus Naturrasen war von einer Laufbahn mit Aschenoberfläche umgeben. Diese wurde 1922 für eine Nutzung als unbefestigte Radrennbahn mit leicht überhöhten Kurven umgebaut, ist aber nach Sanierung und Neugestaltung des Platzes heute nicht mehr vorhanden.

## Geschichte
Die Westkampfbahn wurde am 9. August 1914 durch den Verein Germania Düren eröffnet. Bei der Eröffnungsfeier sollte unter anderem der finnische Speerwerfer Juho Saaristo auftreten, der 1912 Olympiasieger geworden war. Da wenige Tage vor der Veranstaltung der Erste Weltkrieg ausgebrochen war, musste Saaristo seine Teilnahme absagen. Im Jahre 1927 erwarb die Germania 25.000 Quadratmeter Land und baute das Stadion weiter aus. Zur Neueröffnung am 1. Mai 1927 trug Germania Düren vor 2.500 Zuschauern ein Freundschaftsspiel gegen Schwarz-Weiß Essen aus und verlor mit 4:7.
Bei dem Ausbau hatte sich die Germania mit ihrem Lokalrivalen Dürener FC 03 zusammengetan. Beide Vereine hatten sich jedoch finanziell übernommen. Um den Konkurs zu vermeiden, fusionierten sie daher am 8. August 1935 zur SG Düren 99. Dieser spielte am Stadion am Obertor, bevor dieses bei den Luftangriff auf Düren am 16. November 1944 zerstört und von der US-amerikanischen Armee besetzt wurde. Die SG Düren 99 zog daher im Jahre 1946 in die Westkampfbahn, die weniger stark zerstört wurde. Sie spielte von 1950 bis 1959 in der seinerzeit zweitklassigen II. Division West.
Der Zuschauerrekord wurde am 2. August 1954 aufgestellt, als die SG Düren 99 in der ersten Runde des DFB-Pokals vor 15.000 Zuschauern, nach anderen Quellen sogar 17.000 Zuschauern, gegen den 1. FC Kaiserslautern um die frischgebackenen Weltmeister Fritz Walter, Ottmar Walter, Werner Kohlmeyer, Werner Liebrich und Horst Eckel mit 2:5 verlor. In den Jahren 2000 und 2001 wurde das Stadion renoviert, bevor am 1. April 2011 die SG Düren 99 mit dem GFC Düren 09 zur SG GFC Düren 99 fusionierte. Mit Wirkung vom 15. Juni 2018 trat die Fußballabteilung der SG GFC dem 1. FC Düren bei.
2014 wurde die einsturzgefährdete Haupttribüne saniert und das Stadion zum Leistungsstützpunkt des Deutschen Fußball-Bundes ernannt. Die Jugend- und Sportstiftung der Sparkasse Düren erwarb das rund 50.000 Quadratmeter große Gelände am 2. September 2019. Der 1. FC Düren stellte im Juli 2020 Pläne zum Ausbau der Westkampfbahn vor. Das Stadion soll sukzessive auf 12.000 Plätze ausgebaut und modernisiert werden. 2021 wurde mit ersten Umbaumaßnahmen begonnen. so wurde die Tribüne abermals saniert und neue Sozialtrakte errichtet.
Durch den Aufstieg in die Regionalliga im Sommer 2022 mussten weitere Umbaumaßnahmen erfolgen. Hierzu beantragte der Verein bei der Stadt Düren einen Zuschuss in Höhe von 300.000 Euro. Dieser wurde jedoch abgelehnt, da es sich um den Bereich des Leistungssports handelte. Der Verein investierte kurzfristig in einen getrennten Gästebereich, um auf der Westkampfbahn Regionalliga zu spielen. Weitere Umbaumaßnahmen sollen noch folgen. Als Ausweichspielstätte für die Regionalliga ist das Waldstadion in Wegberg eingeplant.
Am 16. Mai 2023 erklärte der Westdeutsche Fußballverband in einer Meldung, dass der 1. FC Düren keine Regionalliga-Lizenz für die Spielzeit 2023/24 erhalten werde. Dies wurde damit begründet, dass die Westkampfbahn im Sinne der Sicherheits-Mindeststandards nicht regionalligatauglich sei. Ab der Spielzeit 2024/25 wird die Westkampfbahn nach Sanierungsmaßnahmen wieder für den Spielbetrieb genutzt.

## Galerie

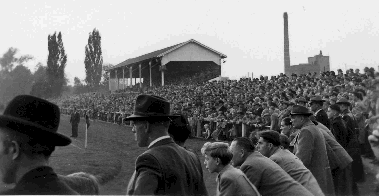
Historische Ansicht der WKB aus dem Jahr 1954
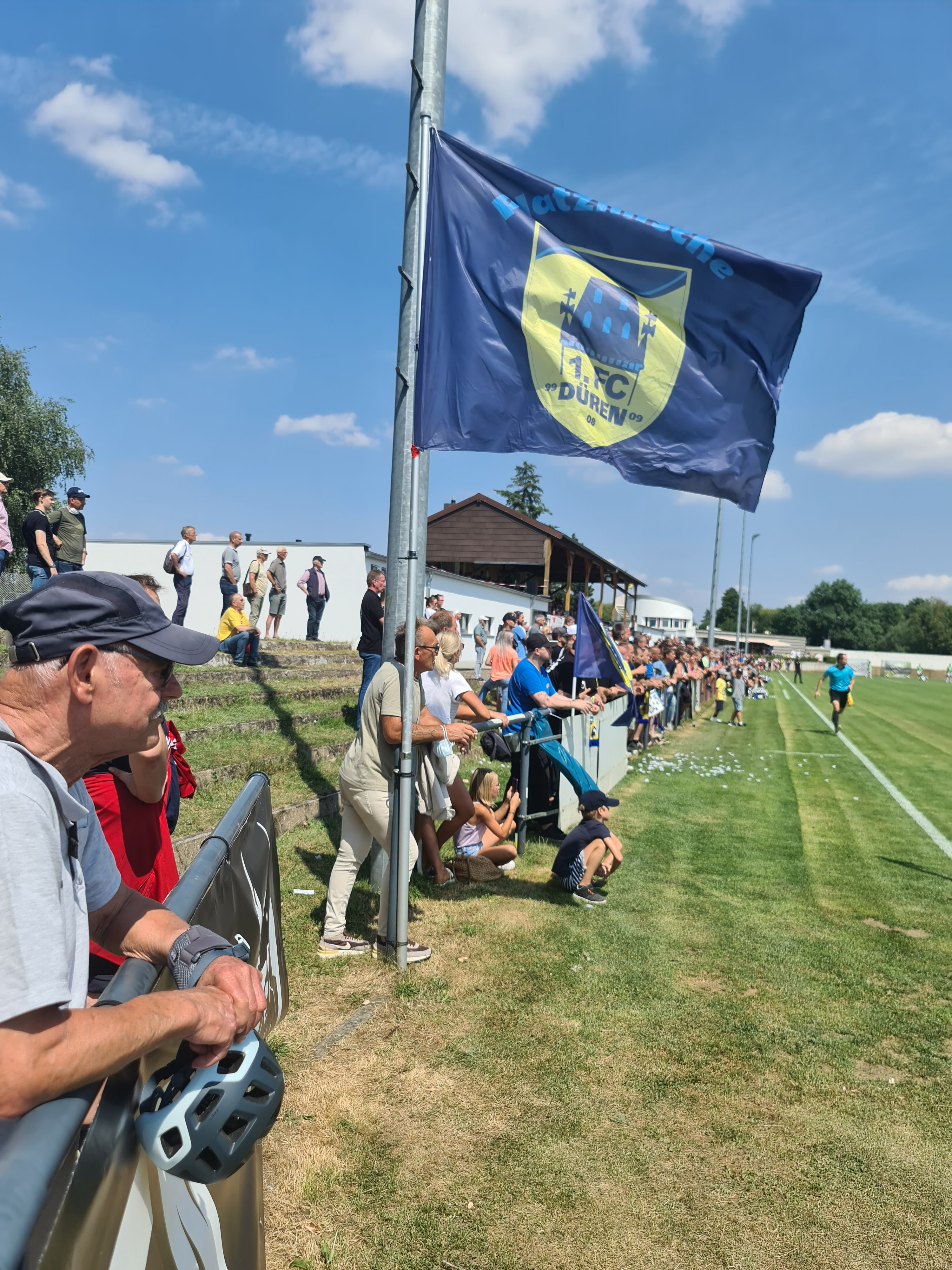
Stehterassen & Tribüne
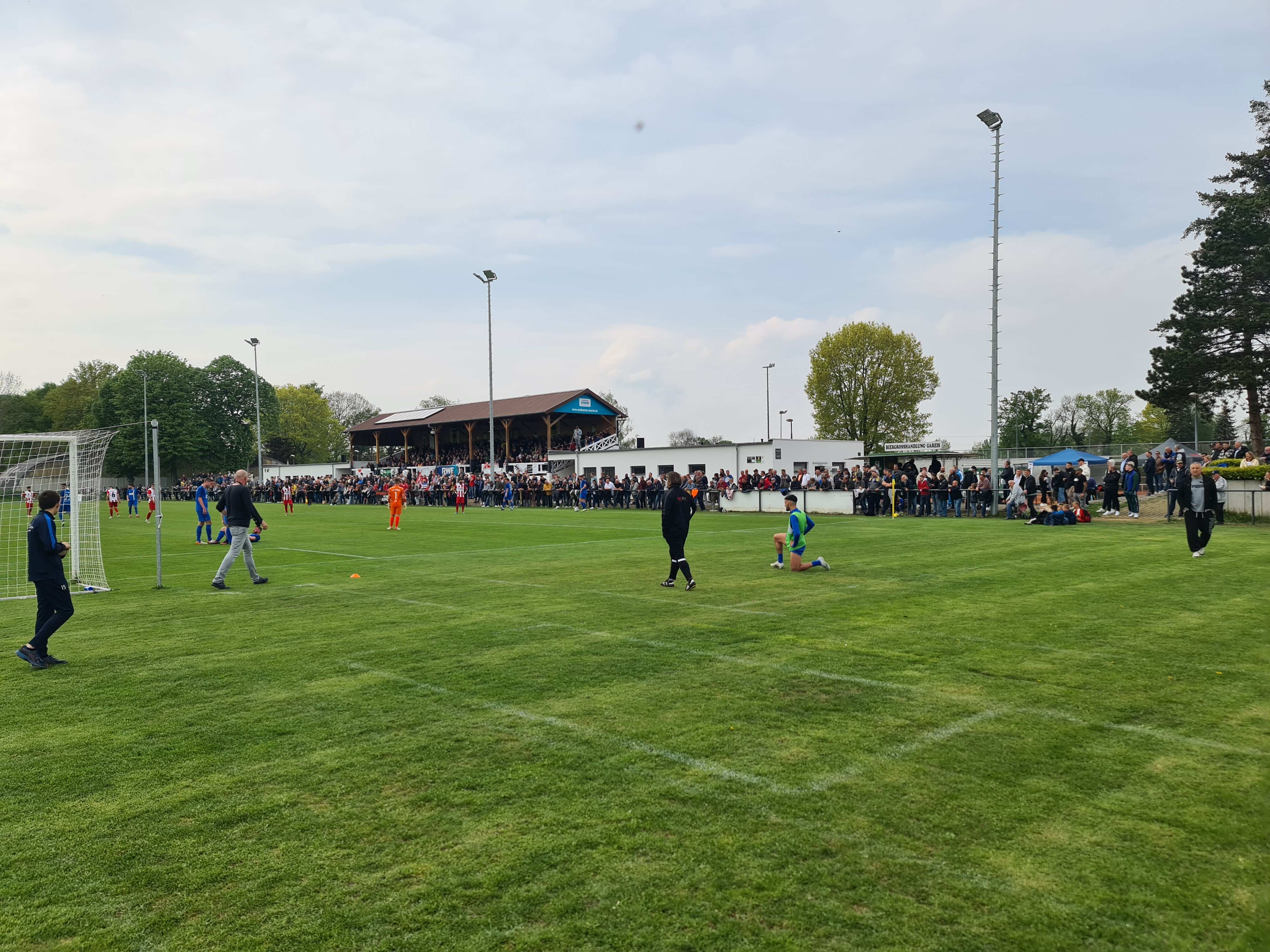
WKB Tribüne rechts davon mit neuen Gastumkleidekabinen
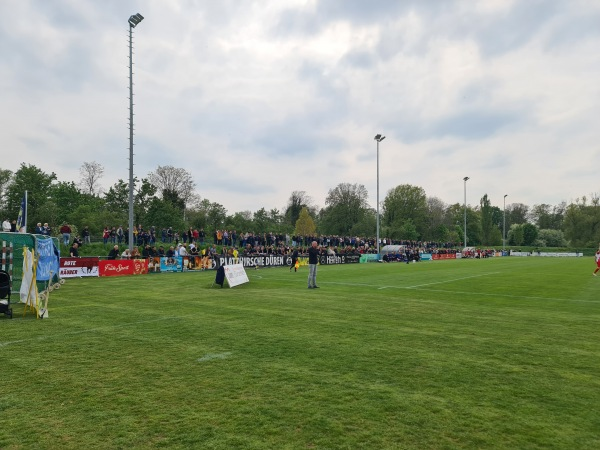
Gegengerade der Westkampfbahn (Gästefanblock)
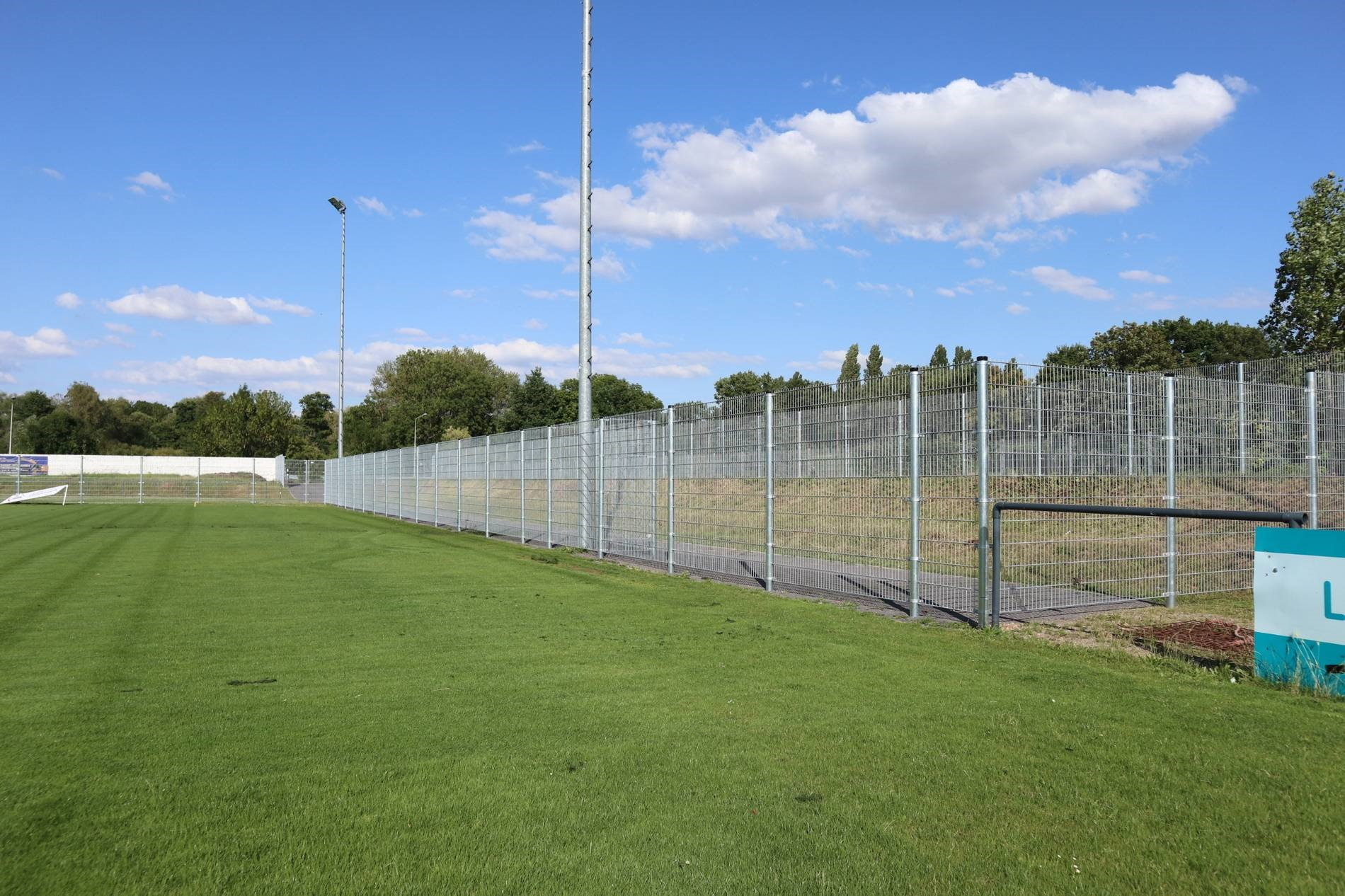
Neuer, eingezäunter Gästebereich für rund 800 Personen